# Lirim Kastrati
Lirim Kastrati (n. 2 februarie 1999, Mališevo, Republica Serbia, Iugoslavia) este un fotbalist albanez, care joacă pe post de fundaș la Újpest în Nemzeti Bajnokság I. Pe plan internațional, are prezențe la națională pentru Kosovo, Kosovo U19⁠(d), Kosovo U21⁠(d) și Albania U17⁠(d).

## Cariera pe echipe

### Bologna
La 23 iulie 2018 Kastrati a semnat primul său contract profesionist cu Bologna din Serie A, contractul întinzându-se pe o perioadă de trei ani. Deși a semnat un contract cu prima echipă, a continuat să joace pentru tineretul lui Bologna.

## Cariera internațională

### Albania

#### Sub-17
La 22 octombrie 2015 Kastrati și-a făcut debutul pentru Albania U17 într-un meci de calificare la Campionatul European sub 17 ani al UEFA în 2016 împotriva Elveției U17, fiind titular în acel meci.

### Kosovo

#### Tineret

##### Sub-21
La 21 martie 2017 Kastrati a fost convocat la naționala sub 21 de ani a Kosovo pentru un meci de calificare la Campionatul European de tineret sub 21 de ani din 2019 împotriva Irlandei U21. Kastrati a fost o rezervă neutilizată în acel meci.

##### Sub-19
La 17 martie 2018. Kastrati a făcut parte din echipa Kosovoului U19 care a jucat în 2018 în calificările pentru turneul de elită al Campionatului European de juniori sub 19 ani. La 21 martie 2018, el și-a făcut debutul pentru Kosovo U19 într-un meci împotriva Portugaliei U19 intrând pe teren încă din primul minut.

#### Seniori
La 5 octombrie 2017 Kastrati a fost convocat la naționala mare a Kosovoului pentru un meci de calificare la Campionatul Mondial din 2018  împotriva Turciei. La 9 octombrie 2017, el și-a făcut debutul pentru Kosovo într-un meci de calificare pentru Campionatul Mondial din 2018 împotriva Islandei, după ce a intrat pe teren în minutul 78 în locul lui Besar Halimi.